# Souvrství Raton

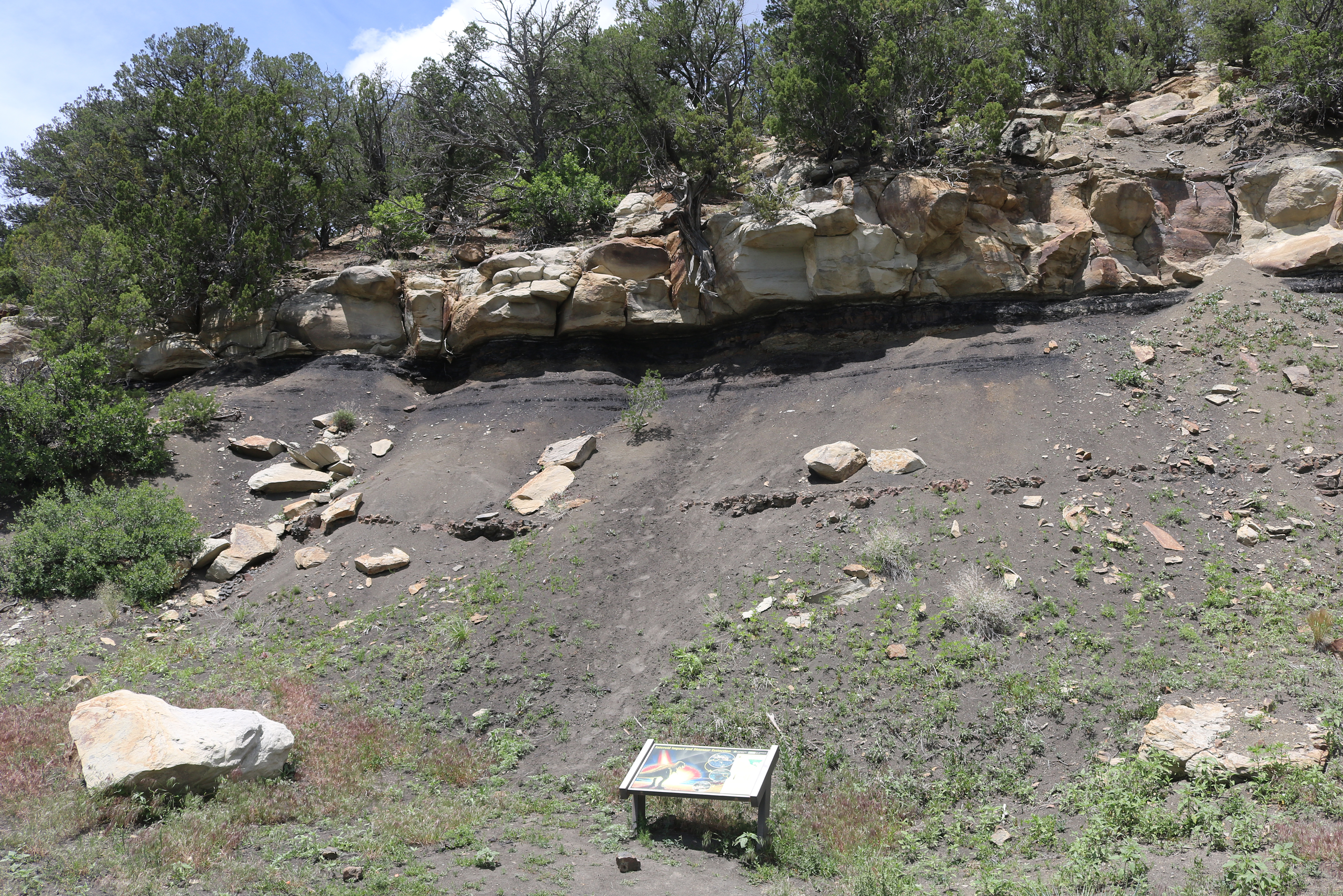
Sedimentární výchozy geologického souvrství Raton.

Souvrství Raton je geologickou formací na území států Nové Mexiko a Colorado v USA. Stáří sedimentů činí asi 70 až 60 milionu let, jedná se tedy o usazeniny z období nejpozdnější křídy (geologický stupeň maastricht) až z paleocénu. Jedná se tedy o záznam jednoho z posledních ekosystémů, obývaných druhohorními dinosaury.

## Charakteristika a význam
Nejběžnější horninou v tomto souvrství je pískovec, méně zastoupen je slepenec, jílovitá břidlice a uhlí. Mocnost sedimentů dosahuje až 350 metrů. Toto souvrství stanovil již v roce 1869 geolog Ferdinand Vandeveer Hayden (jako "Raton Hills Group"), od roku 1913 pak nese toto jméno. Toto souvrství zahrnuje také hranici K-Pg (mezi křídou a paleogénem), zachycující události vedoucí k velkému vymírání na konci křídy před 66 miliony let. V sedimentech souvrství Raton byla objevena také iridiová vrstva, svědčící o dopadu planetky do oblasti dnešního Mexického zálivu v této době.

## Dinosauří fauna

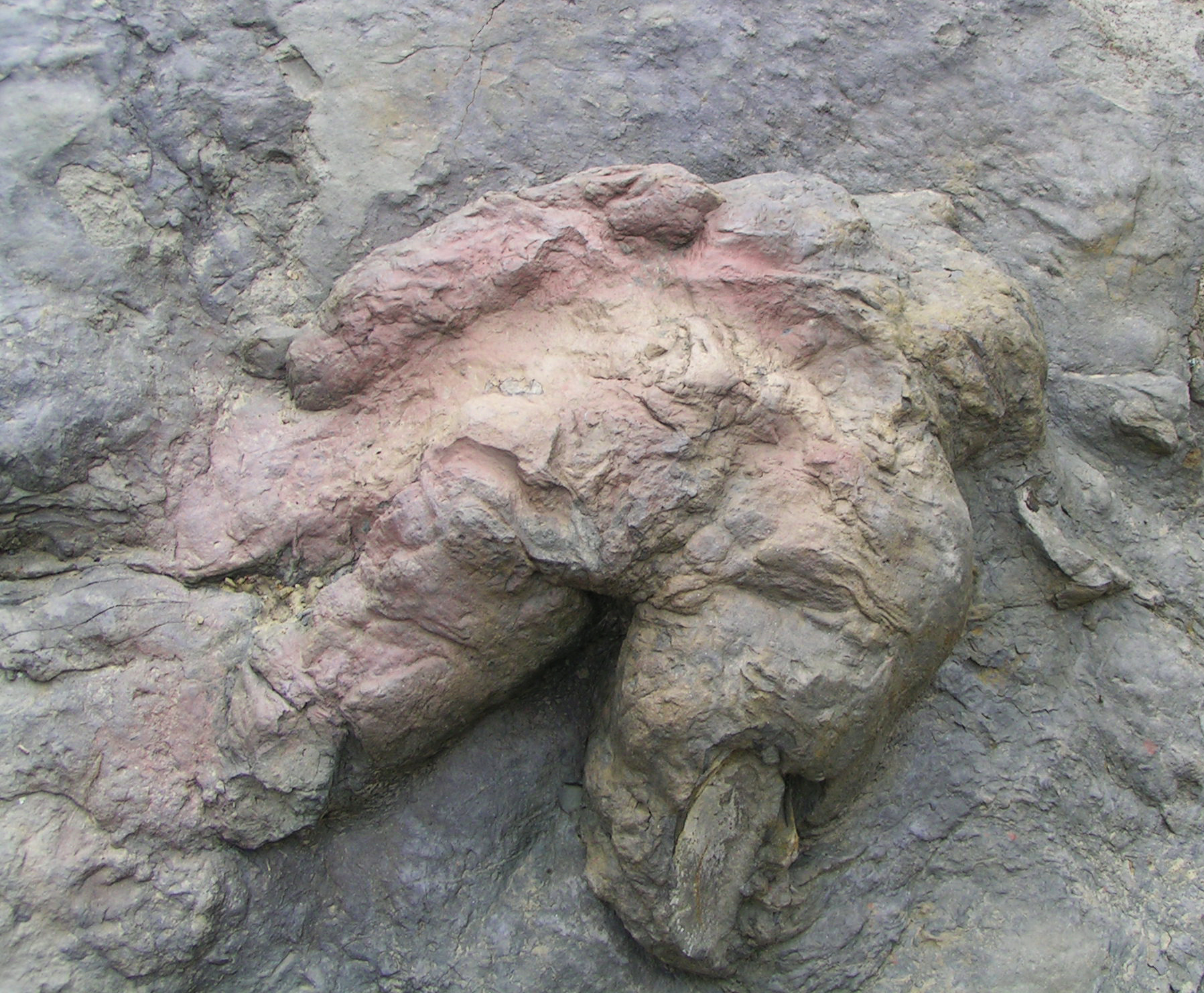
Tyrannosauripus pillmorei, pravděpodobně otisk stopy druhu Tyrannosaurus rex.

Fosilie jsou v tomto souvrství poněkud rozptýlené a kosterních exemplářů dinosaurů je poměrně málo. Početné jsou ale například otisky stop a další ichnofosilie. Jednou z nejslavnějších zkamenělin je otisk obří stopy druhu Tyrannosaurus rex, popsané roku 1994 jako ichnodruh Tyrannosauripus pillmorei. K této stopě se později přidaly další, včetně několika, které možná patřily tyranosaurovi vstávajícímu ze země za pomoci předních končetin.
V roce 1994 byl publikován objev fosilních stop kachnozobých a rohatých dinosaurů velmi blízko hranice K-Pg. Nejbližší k ní pak byla série stop, nacházející se pouhých 37 cm pod touto jílovou vrstvou obohacenou iridiem (což odpovídá řádově jen desítkám tisíciletí před dopadem planetky do oblasti dnešního Mexického zálivu).